# Селенографія (Ян Гевелій)

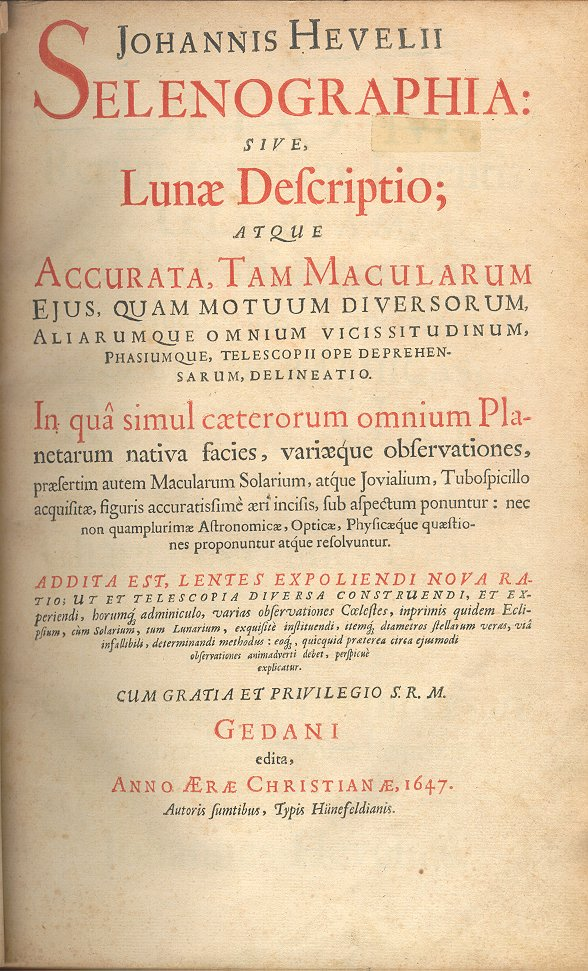
Титульна сторінка

«Селенографія, або Опис Місяця» (лат. Selenographia, sive Lunae descriptio) — робота Яна Гевелія, опублікована в 1647 році і присвячена опису його спостережень Місяця. Книга представила карти Місяця, які стали стандартними на наступні 150 років, описала явище місячної лібрації та дала назви кільком об'єктам на поверхні Місяця. Крім того, новаторське використання гравюр на міді для ілюстрацій задало новий взірець дизайну наукових робіт.

## Вміст

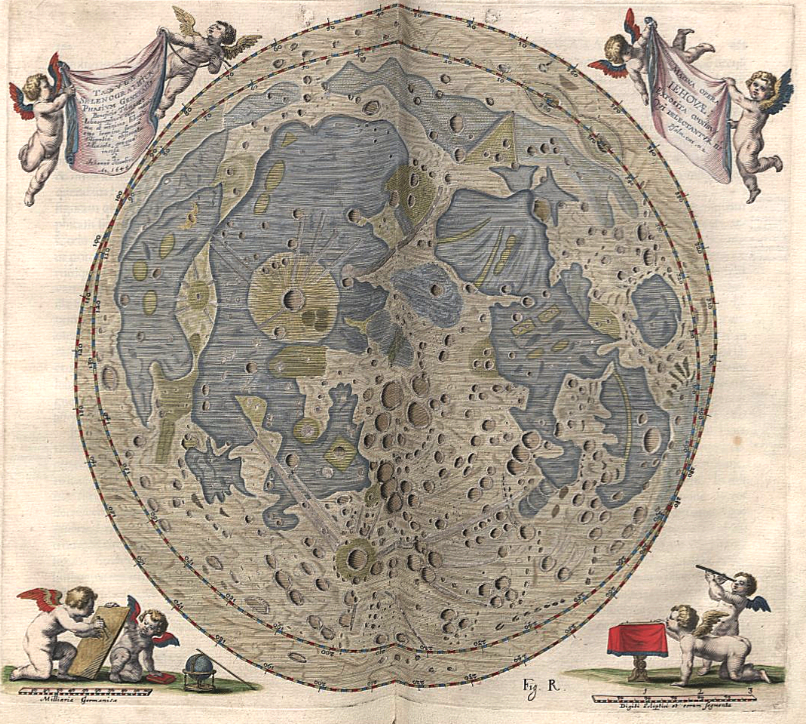
Карта Місяця Яна Гевелія з «Селенографії».

«Селенографія» містить дуже точну картографію Місяця, засновану на спостереженнях, проведених Гевелієм у 1643—1645 роках з астрономічної обсерваторії, яку він збудував у 1641 році в Гданську на дахах будинків. На 133 гравюрах на міді показані різні види Місяця і малюнки використовуваних астрономічних приладів. Книга містить три великі карти Місяця діаметром 30 см, атлас фаз Місяця (40 малюнків) і опис його поверхні. Зокрема, книга містить опис явища місячної лібрації. Крім того, «Селенографія» описує спостереження Сонця, здійснені Гевелієм у 1642—1644 роках.
В «Селенографії» Гевелій порівнює власні дослідження з дослідженнями Галілея та відмічає на певні відмінності, зокрема, вказує на невідповідну якість місячних записів у «Зоряному повідомленні» Галілея 1610 року.
Книга присвячена королю Владиславу IV Вазі.

## Значення
Ця публікація була одним із основних матеріалів для вивчення місячної поверхні протягом 150 років разом із картою Грімальді в «Новому Альмагесті» Річчолі та картою Кассіні з Паризької обсерваторії, поки в середині XVIII століття Тобіас Майєр не представив новий, точніший спосіб складання карт Місяця за допомогою мікрометричних вимірювань.
Ян Гевелій почав давати місячним утворенням географічні назви, які зустрічалися в географії стародавнього світу, але більшість його пропозицій зрештою не були прийняті селенографами. Зрештою, із майже 300 назв, запропонованих Гевелієм, лише 10 залишилися на сучасних картах Місяця (наприклад, Альпи і Апенніни), у тому числі лише 4 у вказаних ним місцях.
Завдяки друкованому зображенню та використаним гравюрам на міді книга стала новаторською для дизайну наукових робіт у наступні десятиліття. Наприклад, Ісаак Ньютон в Математичних началах натуральної філософії значною мірою заснувався на досвіді «Селенографії» Гевелія.

## Примірники
Кілька примірників книги збереглися до наших днів і їх можна знайти, наприклад, у таких місцях:
- У Німеччині в університетській бібліотеці Ерфурта[de], у Державній та університетській бібліотеці Нижньої Саксонії в Геттінгені, у Бібліотеці Герцога Августа у Вольфенбюттелі[4], в Університетській та державній бібліотеці Саксонії-Анхальта[de] в Галле, в Гейдельберзькій університетській бібліотеці і в Саксонській державній бібліотеці / Державній та університетській бібліотеці Дрездена[de]
- У Національній бібліотеці Франції
- У бібліотеці Польської академії наук[5]
- У Бібліотеці рідкісних книг Томаса Фішера в Університеті Торонто
- У бібліотеці Гуннерус[en] Норвезького університету науки і технологій у Тронгеймі
- В Австрійській національній бібліотеці у Відні
- У Меморіальній бібліотеці (спеціальні колекції) Університету Вісконсіна у Медісоні